# Émile José Fettweis
Émile José Fettweis, né le 4 juillet 1927 à Verviers et mort le 29 juin 2021 dans la même ville, est un architecte, urbaniste et chercheur belge. Il est diplômé de l’Institut Saint-Luc de Liège en 1952 et est resté très impliqué dans l’enseignement de cette même école. Il est connu pour ses réalisations dans la région de Verviers mais aussi pour ses recherches typo-morphologiques en Wallonie.

## Biographie

### Jeunesse
Émile José Fettweis a grandi dans une famille bourgeoise, son père possédant une teinturerie de laine à Verviers. Son grand-père et son oncle, Charles et Carlos Thirion étaient à l’époque des architectes reconnus dans la région.
Durant sa jeunesse, Émile José s’attache beaucoup à l’art théâtral et à la culture japonaise. Il se dirigera plus tard vers l’architecture et entreprend des études à l’Institut Saint-Luc de Liège en 1945. Après 7 années d’études, durant lesquelles il s’est attaché au dessin, il obtient son diplôme en 1952. Il réalise alors son stage chez son cousin Robert Schuiten à Bruxelles où il gagne en expérience et où il développera un attrait pour l’art du jardin. Cela le poussera vers l’enseignement à l’Institut Saint-Luc une année plus tard où il sera chargé d’un cours d’espaces verts.

### Début de carrière - Groupe A
Il s’associe en 1954 avec son ami Henri Stenne et ils fondent ensemble le Groupe A.
Le contexte d’après-guerre de l’époque a laissé se révéler la vague moderniste en Belgique, dont les grands porteurs ont été Jacques Dupuis, Roger Bastin, Simone Guillissen-Hoa, Albert Bontridder, et qui a évidemment fort influencé le jeune architecte dans ses débuts. Il a également été, comme beaucoup d’autres à cette époque, influencé par les principes de Le Corbusier. Cependant, même si son travail reflète un certain aspect moderniste, il reste toujours une appréciation intégrée au contexte, avec une approche constructive de la forme et une expression particulière du matériau. Il s’efforce, dans des jeux d’articulations du plein et du vide, de garder une logique d’intégration forte au paysage. Il travaille notamment avec des matériaux pauvres et des savoir-faire locaux. Pour cela, on peut reconnaître une certaine influence scandinave de l’attachement à la tradition.
Le Groupe A est très actif et est vite consacré grâce à la maison Gilissen à Heusy qui est titré du prix Van den Ven en 1956, ou encore la maison Pire qui reçoit le Prix du Bois en 1958. Ils entreprennent surtout dans le domaine des habitations privées mais la reconnaissance de leur travail les mènera jusqu’à la réalisation du pavillon de la Chocolaterie Jacques pour l’Expo 58 à Bruxelles.
Émile José prendra son indépendance et se séparera de son associé en 1962.

### Carrière personnelle
Les alentours des années 1965 marqueront un changement dans la pensée de l’architecte. Il effectue un travail plus approfondi sur l’espace et sa dimension sensible et humaine. Cela se marque également par une utilisation plus expressive et plus affinée du matériau, même si cette attention a toujours été une constante tout au long de sa carrière. On ressent alors une influence du courant brutaliste, une expression plus forte de la fonction, de la matière, une approche différente de la structure mais aussi une relation plus continue entre l’intérieur et l’extérieur. Ces éléments se laissent déjà apercevoir dans la maison Pankert à Eupen (1964). Son architecture mène une recherche plus importante dans la production de signe qui contrebalance avec l’architecture moderniste peut-être trop abstraite ou rationnelle. Il proscrit alors les volumes blancs et retourne à des éléments simples et symboliques s’inspirant de la tradition.
La maison Lecat à Verviers (1967) et la construction d’une petite Chapelle à Astenet (1968) sont très caractéristiques de cette identité.
La considération profonde pour le contexte et l’intégration du projet restent des valeurs très importantes pour l’architecte dans chacun de ses projets. Il s’efforce le plus souvent à pouvoir retransmettre au mieux l’esprit du lieu dans le projet. Ceci allant de pair avec la recherche attentive d’une échelle humaine. Il écrit dans les Cahiers de l'Urbanisme en 1996 : « l’architecture cherche à exprimer sa contribution spécifique dans le langage de la ville où elle s’inscrit, comme un morceau de trame urbaine où les bâtis anciens et nouveaux participent à la même continuité spatiale. ».
Fettweis s’occupera également de programmes plus importants comme la Cité Jean Hennen à Verviers (1967), un ensemble de logements universitaires dans la jeune ville de Louvain-La-Neuve (1970), la faculté d’agronomie de cette même ville où il collabore avec l’architecte liégeois Charles Vandenhove (1972), un immeuble de la Régionale verviétoise (1970), ou plus tard avec la réalisation du siège de la Société Générale de Banque à Heusy (1982).
À partir de la fin des années 1970, il porte un intérêt pour la rénovation urbaine et s’engage dans un retour à la tradition des villes. Il effectue notamment des travaux dans la ville de Limbourg où il s’adonne à la requalification d’un ancien quartier industriel abandonné (1980-1994), ou encore à Verviers avec le GERU (groupe d’études et de réflexions urbaines) dans le cadre d’une rénovation du quartier de Raines-Sècheval (1992). C’est aussi à cette période qu’il commencera ses recherches portant sur l’analyse urbaine et typo-morphologique.
Durant la fin de sa carrière, il s’intéressera surtout à la restauration de patrimoine. Il est un fervent défenseur du patrimoine de sa ville, Verviers, et se battra notamment pour la conservation de la Grand Poste de Verviers, vouée à être démolie par les pouvoirs publics. Il y organisera également un plan de réaménagement des bords de la Vesdre.

### Recherche et enseignement
L’architecte dédia une partie de son travail à la recherche à partir des années 1970.
En 1975, il rejoint le groupe AUSE (architecture, urbanisme, sciences appliquées, environnement) composé d’enseignants de l’Institut de Saint-Luc de Liège, avec lequel il réalise plusieurs études sur le tissu urbain et notamment une étude importante sur le quartier Hors-Château – Féronstrée à Liège. Le groupe s’intéresse aussi à la protection du patrimoine ainsi qu’à l’industrialisation.
Les problématiques urbaines de Verviers à la fin des années 1970 le pousseront à constituer le GERU (groupe d’études et de réflexions urbaines) en 1983 avec son ami Jean-Pierre Dewaide, l’équipe étant complétée par d’autres architectes verviétois. Ils s’attacheront à la rénovation urbaine de tissus désagrégés et effectueront un schéma-directeur de l’ensemble du territoire communal de Verviers.
Émile José sera à la base de la création du GAR (groupe d’ateliers de recherche), également une association d’enseignants de l’Institut de Saint-Luc de Liège parmi lesquels on retrouve Luc Lejeune et Aloys Beguin. Ils développeront une analyse de typo-morphologie spatiale sur toutes les villes wallonnes à partir de 1984.
Ce savoir lié à la recherche influencera beaucoup sa pratique de l’enseignement à l’Institut de Saint-Luc de Liège où il exerce de 1969 à 1996. Sa première expérience en tant qu’enseignant en 1953 se poursuit en effet en 1969 lorsqu’il est appelé à se charger du cours d’atelier de projet d’architecture. Il sera ensuite nommé professeur et s’occupera notamment des cours d’aménagement du territoire, de micro architecture, de théorie de l’architecture et d’un cours de synthèse et de recherche,.

## Réalisations

### Réalisations majeures

#### Maison Gillissen à Heusy (1954)
Une des premières réalisations de sa collaboration avec Henri Stenne sous le nom du Groupe A. Elle présente une évidente influence du courant moderniste que l’on retrouve par une articulation claire des deux volumes reliés par le hall d’entrée, une identification rationnelle des fonctions (volume jour et volume nuit), une fluidité spatiale ainsi qu’une certaine abstraction géométrique soulignée par l’utilisation de la brique blanchie. L’architecte apporte toutefois une utilisation plus travaillée de la matière et un contraste entre la brique, le moellon de grès et le béton, parfois agrémenté de couleurs bleue et jaune. L’articulation des volumes s’intègre à la pente du terrain et l’espace intérieur s’ouvre sur le paysage vallonné. Elle est couronnée du Prix Van de Ven en 1956.

#### Maison Lecat à Verviers (1967)
Elle exprime une influence brutaliste, caractéristique de la pensée de l’architecte à l’époque. Elle note un désir plus affirmé d’expression de la volumétrie, de la fonction ainsi que des matériaux. Les volumes faits de briques laissent s’exprimer les structures des dalles en béton et s’organisent de manière subtile autour d’un patio central. L’organisation interne est travaillée afin de donner un parcours plus sensible et varié aux habitants, et induit une relation très intime avec l’extérieur et ses environs boisés,.

#### Chapelle Sainte Catherine de Sienne (1968) et Maison communautaire Sainte Catherine de Sienne à Astenet (1980)
La petite chapelle reste dans la continuité du travail effectué lors du projet de la Maison Lecat une année auparavant. Elle confirme un désir de maitrise de la forme et de puissance de la matière ; la brique et le béton se mêlent. Le bâtiment est fait avec peu d’éléments, il s’implante de manière discrète dans le contexte, se tournant vers un petit étang et établissant un dialogue avec les éléments naturels (arbres, étang, lumière révélant espace et matière). Le projet est réalisé en association avec son ami, l’artiste André Blank,.
La Maison communautaire est construite dix ans plus tard. L’architecte décrit le projet comme composé de trois espaces : un servant de maison-abri, un autre abritant des lieux plus personnalisés et un contenant les activités domestiques. Le tout est distribué par une circulation périphérique extérieure et abrité d’un grand toit polygonal s’inspirant de la forme de la place principale de la ville de Sienne, la Piazza del Campo. L’ensemble se tourne vers l’étang, établissant une relation avec la Chapelle toute proche,.

#### Siège de la Société Générale de Banque à Heusy (1982)
Le bâtiment à l’aspect monumental est basé sur un plan carré et modulé selon un trame de six mètres sur six. Il s’implante sur la pointe afin de renforcer l’entrée. Le rez-de-chaussée public s’articule autour d’un patio central. La rigueur du plan se poursuit dans le système structurel composé de dalles/colonnes/chapiteaux en béton, réalisé en collaboration avec son ami René Greisch. Les cloisons légères démontables, les planchers sur vérins intégrant les techniques, les dalles de sol amovibles et les prises électriques déplaçables établissent une recherche de flexibilité dans son utilisation. Le parti de l’efficacité de mise en œuvre et de l’adaptabilité a pu être concrétiser grâce à cette conjonction de techniques de préfabrication, très courante à l’époque. L’emploi du textile et du bois dans les matières et mobiliers intérieurs complètent l’environnement de travail,.

#### Maison personnelle à Heusy (1974)
Elle est située sur une grande parcelle, dans un contexte naturel assez boisé, et se développe selon des axes diagonaux qui s’entrecroisent. Le parti adopté est assez rationnel. Un espace principal, de plan carré, sert d’espace communautaire. Il se dresse sur quatre colonnes en béton afin de rendre l’espace très fluide et ouvert vers l’extérieur, accueillant en son centre un espace de circulation, le tout recouvert par un grand toit à deux versants. Un second volume plus fragmenté accueillant les espaces de nuit vient se greffer au volume communautaire. Ces articulations forment un ensemble clair, qui trouve des complexités dans ses ouvertures, la mise en œuvre des matériaux ainsi que dans les techniques structurelles préfabriquées,.

### Collaborations artistiques
Émile José est également passionné par d’autres formes artistiques, il s’adonne lui-même à la peinture, la sculpture, le mobilier mais montre surtout un intérêt particulier pour le dessin qui l’aide beaucoup dans ses recherches conceptuelles et dans les représentations de ses projets.
Très tôt, il aime intégrer des pièces d’art dans ses projets puis cela deviendra quasiment une constante dans ses projets. Fettweis s’entoure d’autres artistes avec lesquels il collabore. Ces interventions apportent des notes singulières aux compositions architecturales, mais toujours dans une relation de continuité avec le travail de l’architecte et l’esprit du lieu. Elles sont aussi l’occasion de développer une relation plus élaborée avec les différents savoir-faire d’autres artistes et artisans locaux. Il travaillera notamment avec l’artiste céramiste Noël Randaxhe avec lequel il intégrera des œuvres faites de motifs abstraits dessinés par l’architecte, des peintures sur céramique, des reliefs en béton ou encore des vitraux. Il travaillera également avec l’artiste André Blank sur des œuvres en fer forgé, des vitraux, des sculptures ou des reliefs sur béton. L’architecte expérimente beaucoup les matières afin de savoir les utiliser le plus justement et aime mettre en valeur la matière brute,.

### Autres réalisations
- Maison Degey, Liège, 1954
- Maison Verdoodt, Angleur 1956
- Palais de la chocolaterie Jacques pour l'Expo 58, Bruxelles 1957
- Galerie Voos, Verviers, 1958
- Maison Simar, Petit-Rechain, 1958
- Maison Grayet, Herbesthal, 1958
- Bureau de poste, Dison 1961
- Maison Jacob, Heusy 1961
- Maison Tirtiaux, Heusy 1961
- Maison Pankert, Eupen 1964
- École primaire, Polleur 1965
- Cité Jean Hennen, Verviers 1967
- Maison Vanguers, Verviers 1968
- Maison Aubier, Polleur 1969
- Immeuble de "La Régionale Verviétoise", Verviers 1970
- Église Marie-Médiatrice, Verviers, rue de Jehanster, 1970
- Logements des étudiants universitaires, Louvain-La-Neuve, 1970
- Maison Brüll, Eupen 1971
- Faculté d'Agronomie de l'Université Catholique de Louvain, avec Charles Vandenhove, Louvain-La-Neuve 1971-75
- Maison Van Aubel, Aubin Neufchâteau 1972
- Hall industriel de montage Ets Lachaussée, Alleur-Ans, 1977
- Maison Doumont, Cligneval 1978
- Rénovation urbaine, Dolhain-Limbourg 1980-94
- Centre scolaire Saint-François-Xavier, Verviers 1982
- Maison Christophe Fettweis, Heusy 1989
- Ensemble industriel E.I.B., Dison 1990-92
- Rénovation urbaine - cinq logements, Verviers, Raines-Sécheval, 1992-93
- Les Nutons, Spa 1995
- Maison Claeys - Rom, Eupen 1996
- Rénovation de l'église d'Heusy, Heusy 2000
- Rénovation de l'Hôtel de Ville de Theux, Theux 2000

## Prix et hommages
- Prix Debouny en 1952, premier lauréat. Projet non exécuté.
- Prix Van de Ven en 1956, premier lauréat. Maison Gillissen.
- Prix du Bois de la Province de Liège en 1958. Maison Pire.
- Premier lauréat au concours organisé pour la Maison de la Culture d'Eupen en 1966. Projet non exécuté.
- Décoré du titre d'Officier de l'Ordre de la Couronne.
- Ouvrages monographiques : "Le cheminement d'un architecte perçu dans son œuvre, Emile-José Fettweis.", Le Paige O. 1987, "Emile-José Fettweis : Regards sur le parcours d'un architecte.", Groupe d'ateliers de recherche 1998, "Emile-José Fettweis architecte.", Beguin A., Groupe d'ateliers de recherche, École Supérieure des Arts de la Ville de Liège, coll. « Archidoc » 2019.
- Exposition monographique et film documentaire présentés dans le cadre de l'ouvrage "Emile-José Fettweis architecte." de la collection Archidoc en 2019.